# A・H・タンムサーレ
A・H・タンムサーレ(A. H. Tammsaare 1878年1月30日 – 1940年3月1日)は、エストニアの作家。

## 生涯
アントン・ハンセン・タンムサーレ (Anton Hansen Tammsaare)は1878年にエストニアのイェルヴァ県の寒村で生まれた。農家の出身であり、12人兄弟だった。
一家は貧困層であったが教育熱心であった。8歳でサーセキュラの小学校に通い、それからプリュムリの学校に移った。最終的にタルトゥにある中等教育の学校に通った。
このころに短編小説を日刊紙に発表した。学校を卒業後にジャーナリストとして4年あまり働いていたが、タルトゥ大学に進学することを決断して法学を修めた。大学時代に短編小説を書き、そのうち3編は在学中に発表された。しかしながら1911年に結核に罹患したことから大学の休学を余儀なくされた。ソチ近郊の療養所や兄弟の農場コイトヤルヴィで長期間にわたって闘病生活を送った。このころにウィリアム・シェイクスピアやホメロスを読み感銘を受けた。コイトヤルヴィで兄の農作業を手伝いながら、執筆していた。結核を克服したあと、1918年にエストニアが独立した翌年の1919年にケーテ・ヴェルトマンと結婚して農場コイトヤルヴィから首都タリンに移った。リータとイーリックという二人の子を儲けた。
タンムサーレは、クヌート・ハムスン、ジョセフ・コンラッド、ヨハン・ヴォルフガング・フォン・ゲーテ、アンリ・ベルクソン、オスカー・ワイルド、カール・グスタフ・ユング、ジークムント・フロイトに強く感化された。タリン時代に数多くの代表作を執筆。エストニア文化を題材にした写実主義的な農村小説を得意とした。1922年に『クルボヤの主人』を発表して称賛された。1926年から1933年にかけて発表された『真実と正義』は全5巻からなる長編小説であり実存的な苦しみを描いた。
エストニアの新聞上では文芸批評家フリードベルト・トゥグラスから批判を受けて対立することもあった。1940年にタリンの自宅で執筆中に心臓発作で死去した。現在タリンの自宅はタンムサーレ博物館になって一般公開されている。

## 作品
- Kaks paari ja üksainus (1902)
- 『老人と若者』(Vanad ja noored, 1903)
- Raha-auk (1907)
- Uurimisel (1907)
- Pikad sammud (1908)
- Üle piiri (1910)
- Noored hinged (1909)
- Poiss ja liblikas (1915)
- Keelest ja luulest (1915)
- 『蠅』(Kärbes, 1917)
- Varjundid (1917)
- Sõjamõtted (1919)
- Juudit (1921)
- 『クルボヤの主人』(Kõrboja peremees, 1922)
- Pöialpoiss (1923)
- Sic Transit (1924)
- 『真実と正義(死と正義)』(Tõde ja õigus I-V, 1926-1933)
- Meie rebane, (1932)
- Elu ja armastus (1934)
- 『ドイツ人を愛した』(Ma armastasin sakslast, 1935)
- Kuningal on külm (1936)
- Hiina ja hiinlane, (1938)
- Põrgupõhja uus Vanapagan (1939)